# Hochkogel (Türnitzer Alpen, Außerfahrafeld)
Der Hochkogel ist ein 873 m ü. A. hoher Berg bei Türnitz in Niederösterreich.
Der Hochkogel befindet sich in der Katastralgemeinde Außerfahrafeld, seine Ausläufer reichen aber bis nach Lehenrotte und in die östlich anschließende Gemeinde Hohenberg. Der vom Tal gut wahrnehmbare Berg, an dessen Nordflanke die Türnitzer Traisen und die Unrechttraisen zusammenfließen, ist touristisch nicht erschlossen und sein bewaldeter Gipfel bietet kaum Aussicht.